# Гунфэн (РСЗО)

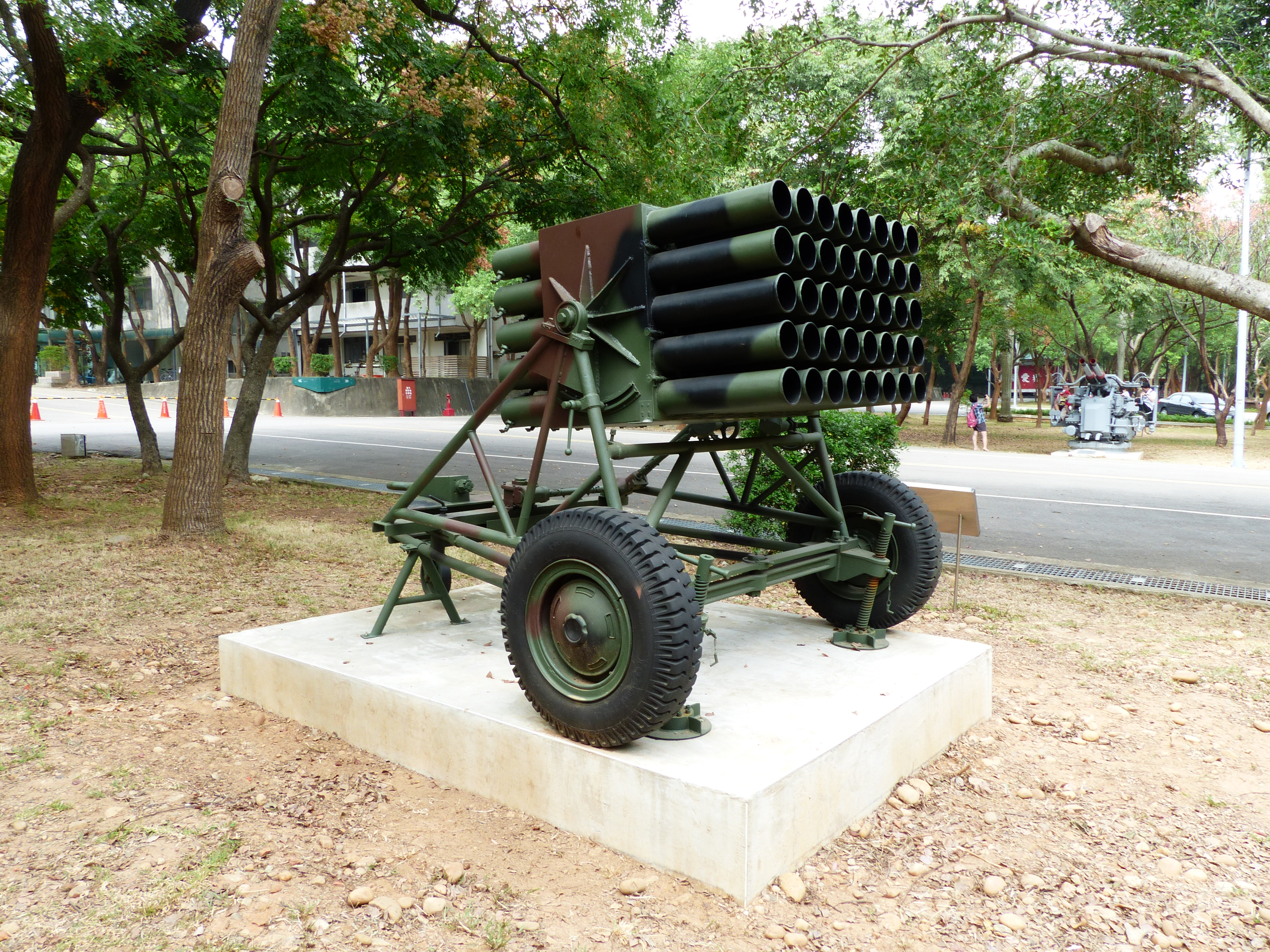
РСЗО «Гунфэн IV»

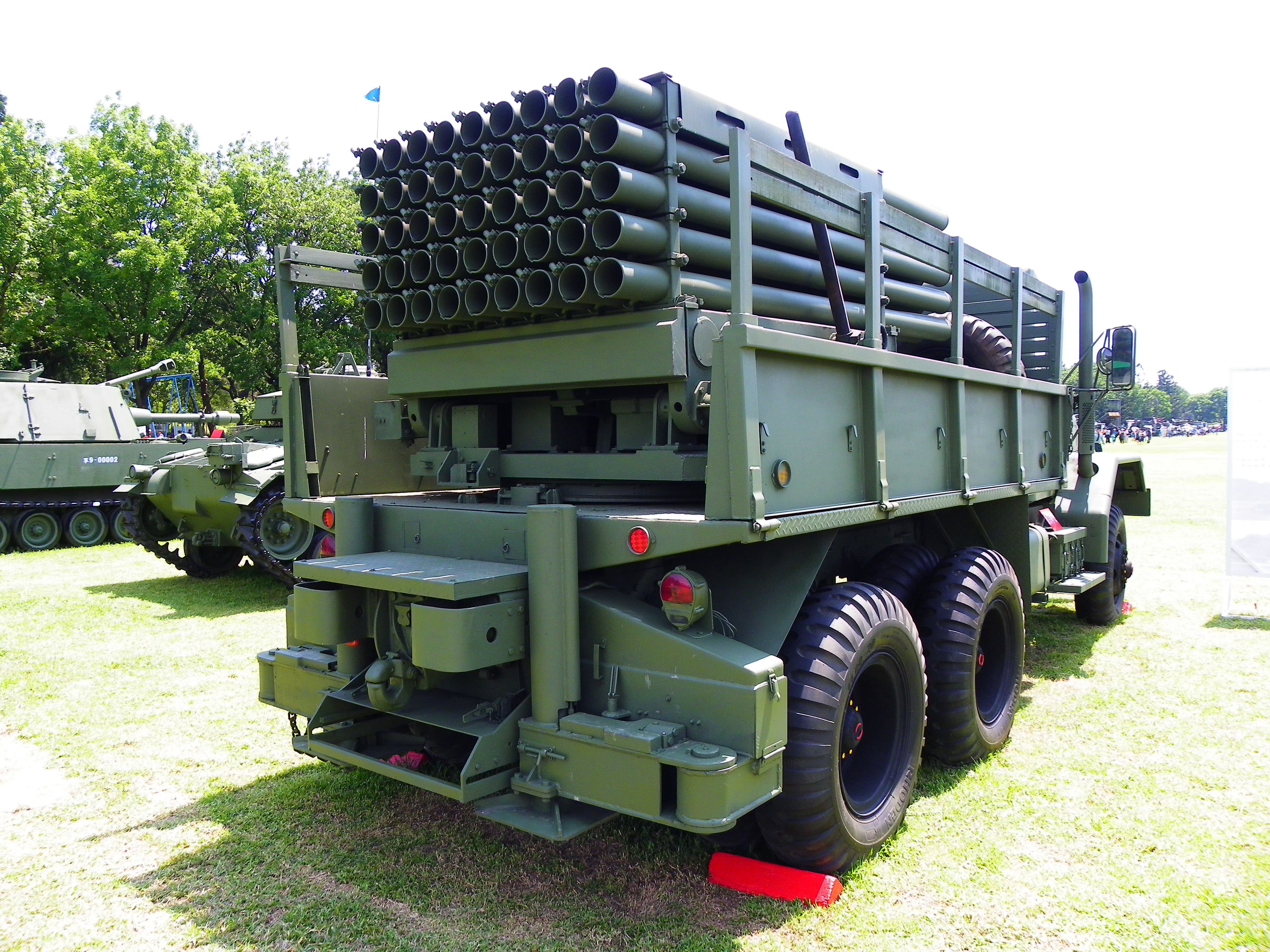
РСЗО «Гунфэн VI»

Гунфэн — это семейство реактивных систем залпового огня, используемых армией Китайской Республикой.
Последним вариантом данных РСЗО является Kung Feng VI, разработка которого началась в 1975 году и которая была официально представлена публике во время парада в честь Национального дня Тайваня в 1981 году.

## Характеристики
Kung Feng IV имеет два отсека по 20 пусковых установок, что в сумме дает 40 пусковых установок, и может запускать все ракеты в течение 16 секунд. Одна 126-мм ракета весит 24,4 кг, имеет длину в 0,91 метра и дальность полета до 10 500 метров.
Kung Feng VI в плане конструкции схожа с советской БМ-21 Град, хотя и имеет меньший диаметр и большее количество пусковых труб. В каждой из 45 пусковых установок калибра 117 мм размещается ракета типа А, которые способны запускать все ракеты в течение 22,5 секунд с площадью поражения 800 на 600 метров. Ракеты типа А имеют длину в 2,166 м, вес в 42,64 кг, максимальную дальность полета до 15 000 м и возможность оснащения их взрывчатыми веществами или белым фосфором.

## История
Разработка Kung Feng IV началась в 1960 году и была завершена в 1975 году, устанавливалась на бронетранспортёры M113. Буксируемый и самоходный варианты Kung Feng IV поступили на вооружение в 1972 и 1976 годах соответственно. Буксируемые варианты РСЗО изначально выдавались артиллерийскому дивизиону химического оружия.
Поскольку пусковые установки Kung Feng IV были сравнительно небольшими, их модифицировали для размещения на различных транспортных средствах, таких как армейский внедорожник M151 и плавающий бронетранспортёр LVTP5-RL. К 2000 году на вооружении морской пехоты находились только варианты LVTP5-RL.
В настоящее время Kung Feng VI все ещё находится на вооружении, однако есть планы по массовой замене этих РСЗО более новыми системами Thunderbolt-2000.

## Варианты
- Kung Feng I — только прототип. Никогда не поступал на службу.[2]
- Kung Feng II — только прототип. Никогда не поступал на службу.[2]
- Kung Feng III — имеет пусковую установку калибра 126 мм на 40 снарядов, установленную на прицепе.[2]
- Kung Feng IV — имеет пусковую установку калибра 126 мм на 40, установленную на БТР CM-21. Используется армией Китайской республики .[2]
- Kung Feng IV Marines — имеет пусковую установку калибра 126 мм на 40 20 снарядов, установленная на LVTP-5. Используется корпусом морской пехоты Китайской республики .[2]
- Kung Feng V — экспериментальная версия, не принятая на вооружение.[2]
- Kung Feng VI — имеет пусковую установку калибра 117 мм на 45 снарядов, установленная на грузовике M52A1.[2]
- Kung Feng Sea — военно-морская версия, устанавлимая на эсминцах для запуска мякины РЭБ.[2]